# 信愛幼稚園 (徳島市)
信愛幼稚園（しんあいようちえん、英称:Shinai Kindergarten）とは、徳島県徳島市幸町三丁目にあるキリスト教系の私立幼稚園。宗教法人日本聖公会徳島インマヌエル教会が運営を行っている。

## 基礎データ
最寄駅
- JR徳島駅、阿波富田駅

## 年間行事
- 4月 - 入園式、家庭訪問、新入園児歓迎会、イースター礼拝、春の親子遠足
- 5月 - 母の日参観
- 6月 - 花の日礼拝、日曜参観、保育参観
- 7月 - 七夕、年長児一泊保育
- 8月 - 阿波踊り、夏季保育
- 9月 - 祖父母参観
- 10月 - 運動会、芋掘り遠足
- 11月 - 教会と合同のバザー、保育参観・収穫感謝祭
- 12月 - クリスマス祝会、イブ礼拝
- 1月 - お餅つき、劇団観劇、保育参観
- 2月 - お別れ遠足、サッカー交換会
- 3月 - ひな祭り、お別れ会、卒園式